# GRS検定
GRS検定（GRSけんてい、英: GRS test, Gibbons–Ross–Shanken test）とは、金融経済学において、マルチファクター型資産価格モデルの妥当性を調べるための統計学的な仮説検定の一つである。Michael Gibbons, ステファン・ロス、Jay Shanken により1989年に発表された。GRS検定はマルチファクターモデルの実証における検定としてはポピュラーなものの一つである。
市場には {\displaystyle N} 個の資産があるとする。{\displaystyle K} 個のファクターによるマルチファクター型資産価格モデルの下で、任意の金融資産 {\displaystyle i} のリスクプレミアム {\displaystyle \operatorname {E} [R_{i}^{e}]} は次のような方程式を満たす。
{\displaystyle \operatorname {E} [R_{i}^{e}]=\beta _{i,1}\operatorname {E} [F_{1}]+\cdots +\beta _{i,K}\operatorname {E} [F_{K}],\quad i=1\dots ,N}
ここで {\displaystyle F_{1},\dots ,F_{K}} は全ての資産に共通のファクターであり、{\displaystyle \beta _{i,1},\dots ,\beta _{i,K}} は各資産 {\displaystyle i} に固有のファクターに対する感応度を表している。この方程式の実証は通常、以下の回帰式に対して最小二乗法を当てはめることで行われる。
{\displaystyle R_{i,t}^{e}=\alpha _{i}+\beta _{i,1}F_{i,t}+\dots +\beta _{i,K}F_{K}+\epsilon _{i,t},\quad t=1,\dots ,T}
ここで {\displaystyle R_{i,t}^{e},F_{1,t},\dots ,F_{K,t}} は資産 {\displaystyle i} の超過リターンとファクターの {\displaystyle t} 時点における実現値である。{\displaystyle \alpha _{i}} は定数項でモデルが正しければ0となる。{\displaystyle \epsilon _{i,t}} は誤差項である。
全ての資産 {\displaystyle i=1,\dots ,N} について上の回帰式に対し、最小二乗法による回帰分析を行うことで定数 {\displaystyle \alpha _{i}} の推定値 {\displaystyle {\widehat {\alpha }}_{i},\;i=1,\dots ,N} が得られる。ここで想定したマルチファクターモデルが正しいならば、定数項 {\displaystyle \alpha _{i},\;i=1,\dots ,N} の全てがゼロであるべきである。したがって、{\displaystyle \alpha _{i}}という説明変数の存在についての仮説検定において帰無仮説「すべての i について、αi = 0」が成り立つかどうかをみればよい。任意の時点における全ての資産の誤差項を並べた {\displaystyle N} 次元のベクトル {\displaystyle (\epsilon _{1,t},\dots ,\epsilon _{N,t})^{\prime }} がある {\displaystyle N} 次元正規分布 N(0, ∑ϵ) に従う（等分散性）と仮定すると、二次形式 {\displaystyle {\widehat {\boldsymbol {\alpha }}}\prime {\widehat {\Sigma }}^{-1}{\widehat {\boldsymbol {\alpha }}}} のF検定統計量
{\displaystyle {\frac {T-N-K}{N}}{\Big (}1\ +\ {\overline {\boldsymbol {F}}}^{\prime }{\widehat {\Omega }}^{-1}{\overline {\boldsymbol {F}}}{\Big )}^{-1}{\widehat {\boldsymbol {\alpha }}}^{\prime }{\widehat {\Sigma }}^{-1}{\widehat {\boldsymbol {\alpha }}}}
は自由度 {\displaystyle N} と {\displaystyle T-N-K} のF分布に従う。ここで
{\displaystyle {\overline {\boldsymbol {F}}}={\frac {1}{T}}\sum _{t=1}^{T}{\boldsymbol {F}}_{t}}
{\displaystyle {\boldsymbol {F}}_{t}=(F_{1,t},\dots ,F_{K,t})^{\prime }}
{\displaystyle {\widehat {\Omega }}={\frac {1}{T}}\sum _{t=1}^{T}({\boldsymbol {F}}_{t}-{\overline {\boldsymbol {F}}})({\boldsymbol {F}}_{t}-{\overline {\boldsymbol {F}}})^{\prime }}
{\displaystyle {\widehat {\boldsymbol {\alpha }}}=({\widehat {\alpha }}_{1},\dots ,{\widehat {\alpha }}_{N})^{\prime }}
{\displaystyle {\widehat {\Sigma }}={\frac {1}{T}}\sum _{t=1}^{T}{\widehat {\boldsymbol {\epsilon }}}_{t}{\widehat {\boldsymbol {\epsilon }}}_{t}^{\prime }}
{\displaystyle {\widehat {\boldsymbol {\epsilon }}}_{t}=({\widehat {\epsilon }}_{1,t},\dots ,{\widehat {\epsilon }}_{N,t})^{\prime }}
であり、{\displaystyle \prime } はベクトルの転置、{\displaystyle {\widehat {\epsilon }}_{i,t}} は資産 {\displaystyle i} の時点 {\displaystyle t} における回帰残差を表す。ここで分かる通り、データを観測した時点の数 {\displaystyle T} は必ず資産数とファクター数の合計 {\displaystyle N+K} より大きくなければならない。通常、データは月次収益率のデータを用いることが多く、その場合は例えば100年間の月次収益率のデータを使っても {\displaystyle T} は1200にしかならず、市場における資産数 {\displaystyle N} より少ないことが予想される。よって、個別資産単位ではなく、特定のポートフォリオごとに回帰式を当てはめることで {\displaystyle N} の数を減らす工夫が行われている。特に資産価格モデルの実証が目的となるため、ここで用いられるポートフォリオは時価総額別ポートフォリオやPBR別ポートフォリオ、モメンタム別ポートフォリオなどのCAPMアノマリーを起こすようなポートフォリオとなる。